# Le Nouveau Siècle

Le Nouveau Siècle, « journal de la fraternité nationale » (Paris, 26 février 1925 - 1er avril 1928), est un quotidien français, organe du Faisceau dirigé par Georges Valois. Son rédacteur en chef politique était Jacques Arthuys. Faisant suite aux Cahiers des États généraux, Le Nouveau Siècle est issu d'une scission de ses deux principaux animateurs (Valois, Arthuys) avec l'Action française.
Le Nouveau Siècle est l'un des premiers — sinon le premier — journal français à se réclamer du fascisme. Ses principaux collaborateurs étaient : Hubert Bourgin, L. Marcellin, D. Didier, Jacques Roujon et Philippe Barrès.
Il ne faut pas le confondre avec Le Nouveau Siècle reprise du journal Fin de Siècle par Max Viterbo en 1909-1910.